# إيستغاه خراسانك
إيستغاه خراسانك هي قرية في مقاطعة هشترود، إيران. يقدر عدد سكانها بـ 42 نسمة بحسب إحصاء 2016.